# Импресарио
Импресарио (от италиански: impresa – предприемам) е предприятие или човек, който организира и често финансира музикални и театрални представления (концерти, пиеси, опери).
Произходът на думата се намира в социалния и икономически свят на италианската опера, където от средата на XVIII век до 1830 г. това е ключовата фигура в организацията на музикалния сезон. До 1850 г. собствениците на театри, обикновено благородни ценители, възлагат на импресариото да наеме композитор на опери за сцена (като се очаква оперите да са нови), да събира необходимите костюми, комплекти, оркестър и певци (като се приема, че те представляват значителни финансови рискове). През 1786 г. Моцарт сатиризира стреса и емоционалната щета в един-единствен акт-фарс: „Импресариото“ (Der Schauspieldirektor).
Антонио Вивалди действа не само като композитор, но и като импресарио: през 1714 г. организира сезоните в театър Sant'Angelo във Венеция, където операта му Orlando finto Pazzo е последвана от много други.
Много импресарии фалират, някои повече от веднъж, така че търговският нюх при поемането на рискове е от полза. Алесандро Ланари (1787 – 1852) започва като собственик на магазин, в който се изготвят костюми; премахвайки посредниците в серия от успешни сезони, продуцира за Teatro la Pergola.
Традиционният термин е все още в употреба в развлекателната индустрия за организатор на концерти, турнета и други мероприятия в музиката, операта, театъра и дори родеото. Значителни съвременни импресарии в традиционния смисъл на думата са Рудолф Бинг, Сергей Дягилев (прочут руски балетен импресарио), Ричард Д’Оли Карт (импресарио на Gilbert и Sullivan – либретист и композитор от Викторианската епоха с комични опери за Savoy Theater), Форчън Гало (известен италиански импресарио, 1878 – 1970) и Сол Хурок (рус. Соломон Израилевич Гурков, световноизвестен американски импресарио на XX век).
Терминът понякога се прилага и за други подобни професии, като независими куратори в художествени галерии и организатори на конференции, които поемат водеща роля в организирането на мероприятия.
Жак-Ив Кусто казва за себе си, че е бил импресарио на учените като изследовател и режисьор, който работи с учени в подводни изследвания. Никълъс Уейд описва Джеймс Д. Уотсън и Е. О. Уилсън в „Ню Йорк Таймс“ като импресарии на произведенията на Чарлз Дарвин.
Цитат: „Следвайки го като сянката – видим на границите на събитията, обикновено пребиваващ извън полезрението – беше Карл Роув, политическият импресарио на г-н Буш“